# Каменнобродский сельсовет (Ставропольский край)
Каменнобро́дский сельсове́т — упразднённое сельское поселение в составе Изобильненского района Ставропольского края Российской Федерации.

## География
Находилось в юго-западной части Изобильненского района.

## История
С 1 мая 2017 года, согласно Закону Ставропольского края от 14 апреля 2017 № 35-кз, все муниципальные образования, входящие в состав Изобильненского муниципального района Ставропольского края, — городские поселения город Изобильный, посёлок Рыздвяный, посёлок Солнечнодольск, сельские поселения станица Баклановская, Каменнобродский сельсовет, Московский сельсовет, Новоизобильненский сельсовет, станица Новотроицкая, Передовой сельсовет, Подлужненский сельсовет, село Птичье, Рождественский сельсовет, хутор Спорный, Староизобильненский сельсовет, село Тищенское, — были преобразованы, путём их объединения, в Изобильненский городской округ.

## Население
| 1989  | 2002  | 2010  | 2011  | 2012  | 2013  | 2014  |
| ----- | ----- | ----- | ----- | ----- | ----- | ----- |
| 3363  | ↘3203 | ↘3058 | ↘3056 | ↘3033 | ↘3011 | ↘2953 |
| 2015  | 2016  | 2017  |       |       |       |       |
| ↘2936 | ↗2973 | ↗2996 |       |       |       |       |

### Национальный состав
По итогам переписи населения 2010 года на территории поселения проживали следующие национальности (национальности менее 1 %, см. в сноске к строке «Другие»):
| Национальность | Численность | Процент |
| -------------- | ----------- | ------- |
| Русские        | 2478        | 81,03   |
| Даргинцы       | 108         | 3,53    |
| Курды          | 97          | 3,17    |
| Лезгины        | 81          | 2,65    |
| Азербайджанцы  | 70          | 2,29    |
| Кумыки         | 57          | 1,86    |
| Карачаевцы     | 33          | 1,08    |
| Другие         | 134         | 4,38    |
| Итого          | 3058        | 100,00  |

## Состав поселения
До упразднения муниципального образования в состав его территории входили 3 населённых пункта:
| № | Населённый пункт | Тип населённого пункта          | Население |
| - | ---------------- | ------------------------------- | --------- |
| 1 | Каменнобродская  | станица, административный центр | ↗2156     |
| 2 | Левоегорлыкский  | посёлок                         | ↘100      |
| 3 | Филимоновская    | станица                         | ↗900      |

## Местное самоуправление
- Совет депутатов сельского поселения Каменнобродский сельсовет, состоит из 10 депутатов, избираемых на муниципальных выборах по одномандатным избирательным округам сроком на 5 лет.
- Администрация сельского поселения Каменнобродский сельсовет.

Главы администрации
- c 8 октября 2006 года — Хаустов Алексей Филиппович, глава поселения.

## Инфраструктура
- Дом культуры.

## Образование
- Средняя общеобразовательная школа № 24.

## Религия
- Храм преподобного Сергея Радонежского.

## Памятники
- Каменная баба[17].
- Братская могила воинов, погибших в годы гражданской и Великой Отечественной войн. 1918—1920, 1942—1943, 1954 года. Станица Каменнобродская[18].
- Братская могила воинов, погибших в годы гражданской и Великой Отечественной войн. 1918—1920, 1942—1943, 1954 года. Станица Филимоновская[19].
- Памятник В. И. Ленину. 1969 год[20].